# 25e division d'infanterie (Royaume-Uni)
Pour les articles homonymes, voir 25e division.
La  25e division d'infanterie (25th Infantry Division) est une division de la British Army (armée de terre britannique).

## Historique
La division est créée à Salisbury en 1914.

### Première Guerre mondiale
Elle commandé par le général Francis Ventris. Elle arrive en France en 1915.
En 1915, elle passe au général Beauchamp Doran. En 1916, elle passe au général E G T Bainbridge. Elle participe à la bataille de la Somme, la bataille de Messines, la bataille de Passchendaele, la bataille de la Lys.
- 27 mai 1918 : Seconde bataille de la Marne, bataille de l'Aisne

Elle est démobilisée en mars 1919, elle a perdu 48 300 hommes.

### Les autres division de laBritish Army
- 1re division blindée
- 2e division d'infanterie
- 3e division d'infanterie
- 4e division d'infanterie
- 5e division d'infanterie